# 握取行為
握取行為（あくしゅこうい、ラテン語: mancipatio）とは、ローマ法に由来する用語で、重要な財産に関する物権変動の要件として要求される行為をいう。

## 概要
ローマでは、法理論と宗教的な儀式が結びつき、奴隷や一定の大型家畜等は握取行為によらねば、権利を取得することができないとされていた。具体的には、例えば、奴隷の売買であれば、5 名以上のローマ市民を証人とし、同じく市民である1 名の計量係が譲渡人と譲受人の仲介をする必要があり、譲受人は、「私はこの奴隷がクイリーナースの法に基づいて私のものであることを主張する。そしてこの者はこの銅および銅の秤によって私に買われたものとせよ」と宣誓しながら、奴隷を手で握って、持っている銅片で秤を押し下げながら譲渡人に渡したのである。
握取行為は現代の法理論にも重要な影響を与えている。例えば、売買契約の効果というものを法的な観点から分析すると、そこに物権的効果と債権的効果を認めることができる。売買契約における主要な債権的効果は、売主が買主に代金を請求できる権利を持つようになること、および、買主が売主に売買契約の目的物の引渡しを請求できるようになることである。物権的効果とは、売買の目的物の所有権が売主から買主に移転することである。
この物権的効果について、異なる二つの考え方の対立がある。いわゆる「物権行為の独自性」の問題である。一つは売買契約の成立そのことのみによって所有権が移転するという考え方であり、もう一つは売買契約の成立のために必要な行為とは別に、物権的効果を生ぜしめるための別個の行為を必要とする考え方であり、ここで後者の考え方によるとすると、物権的効果を生ぜしめるためにいかなる行為が必要かという問題を生じる。この点に関して、重要な財産の変動に関しては法定の厳格な行為を要求すべきという考え方があった。この要求される行為を「握取行為」と呼ぶ。不動産の譲渡は法廷においてすることを要するとするのがその例である。
なお、現在の日本法の解釈としては物権行為の独自性を否定するのが判例・通説であり、したがって現行法上握取行為は要求されていない。